# Centrale nucléaire de Valdecaballeros
La Centrale nucléaire de Valdecaballeros est une centrale nucléaire dont la construction a été abandonnée, située sur le territoire de la commune de Valdecaballeros en Espagne, dans la province de Badajoz.
Elle était en cours de construction en 1983 quand le programme nucléaire espagnol a été annulé à la suite d'un changement de gouvernement. Le premier réacteur, d'une puissance de 975 MWe était construit à 60 %, et le deuxième à 70 %. En 1994 il a été décidé que la centrale ne serait pas terminée. Le site abandonné se trouve à 4 km au nord de la ville, près de la rivière Guadalupe, un affluent du fleuve Guadiana.